# BEST OF THE BEST vol.1 -WILD-
『BEST OF THE BEST vol.1 -WILD-』（ベスト オブ ザ ベスト ボリュームワン ワイルド）は、2013年7月3日に発売されたGACKTのベストアルバム。

## 解説
- 『BEST OF THE BEST vol.1 -MILD-』と同時リリースされた。なお、GACKTとしてはベストアルバム2作同時リリースは本作が初となる。
- CDには、GACKT最大のヒット曲「ANOTHER WORLD」や、アルバム初収録シングル曲3曲、新曲、再レコーディング曲を含む全13曲を収録。
- DVDには、新曲である「CLAYMORE」を含む全6曲のPVが収録された。なお、本作に収録されているGACKT一人だけが出演しているバージョンの「Flower」のPVは、元々7thオリジナルアルバム『RE:BORN』ファンクラブ限定版のDVDでしか見ることが出来なかった。

## 収録曲

### CD
- 作詞・作曲:GACKT.C(#4は作詞が藤林聖子、作曲がRyoとの共作、#13は除く)、作詞:藤林聖子(#13)、作曲:Ryo(#13)

1. DOOMSDAY（Re-Recording）(4:34)
11thシングル「忘れないから」のカップリング曲。表記が異なり、全て大文字の表記となっている。再録バージョンでの収録となった。
2. DEATH WISH（Re-Recording）(5:54)
3rdアルバム『MOON』収録。表記が異なり、全て大文字の表記となっている。再録バージョンでの収録となった。
3. REDEMPTION (3:59)
24thシングル。
4. UNTIL THE LAST DAY (4:02)
41stシングル。アルバム初収録。
5. CLAYMORE (4:53)
新曲。映画「サイレントヒル: リベレーション3D」日本版イメージソング。
同年の7月15日に放送されたプレミアMelodiX!に出演した際に、この曲を演奏した。
後にリリースされたリミックスアルバム『GACKTracks -ULTRA DJ ReMIX-』には、DJ KOOによるリミックスが施されたバージョンが収録された。
6. FLOWER (5:40)
34thシングル。表記が異なり、全て大文字の表記となっている。
7. SAYONARA (5:09)
2ndアルバム『Rebirth』収録。表記が異なり、全て大文字の表記となっている。
本作に収録されているのは、28thシングル「Jesus」に収録されている再録バージョン。
8. BLACK STONE（Re-Recording）(3:15)
21stシングル。再録バージョンでの収録となった。
9. ANOTHER WORLD（Re-Recording）(3:05)
9thシングル。自身最大のヒット曲。本作に収録されているシングル曲の中で最も古い楽曲。再録バージョンでの収録となった。
10. EVER (5:12)
38thシングル。アルバム初収録。
11. 情熱のイナズマ (3:58)
42ndシングル「白露-HAKURO-」のカップリング。表題曲は、『BEST OF THE BEST vol.1 -MILD-』に収録されている。アルバム初収録。
12. JESUS (3:33)
28thシングル。表記が異なり、全て大文字の表記となっている。
13. STAY THE RIDE ALIVE (4:39)
37thシングル。アルバム初収録。表記が異なり、全て大文字の表記となっている。

### Blu-ray、DVD
1. UNTIL THE LAST DAY (MUSIC CLIP)
2. CLAYMORE (MUSIC CLIP)
3. FLOWER (G only) (MUSIC CLIP)
4. EVER (MUSIC CLIP)
5. JESUS (MUSIC CLIP)
6. STAY THE RIDE ALIVE (MUSIC CLIP)